# Download.com
Download.com – amerykański serwis udostępniający programy, gry, muzykę oraz filmy za pomocą własnego serwera FTP lub licznych serwerów lustrzanych. Serwis powstał w 1996 roku i jest częścią sieci CNet.
Serwis udostępnia ponad 100 tys. programów na licencjach freeware i shareware. Pliki wideo można oglądać za pomocą strumieni danych. Każda aplikacja ma własną podstronę, na której użytkownicy mogą wystawiać oceny i komentarze. Ponadto znajdują się tam zrzuty ekranu oraz informacje od twórcy.